# Vargavinter (musikgrupp)
Vargavinter var en svensk folk- och världsmusikgrupp. De hämtade inspiration från bland annat Balkan, Indien, Skottland och Kina.
Gruppen släppte två album. Det första, Vargavinter, spelades in live på ett café i Gamla Stan i Stockholm och gavs ut på Silence Records 1976. På detta medverkade Jörgen Adolfsson, Christer Bothén, Tuomo Haapala, Jan Hellberg, Marie Selander och Kjell Westling. 1977 spelades gruppen in av Sveriges Television vid en konsert på Södra Teatern i Stockholm. Gruppens andra och sista album, Röster från alla land, utkom 1980 på Ett minne för livet/MNW. Flera medlemmar hade nu lämnat gruppen och kvar från första skivan var Adolfsson, Haapala och Selander. Anita Livstrand hade dock tillkommit i bandet.

## Diskografi
- 1976 – Vargavinter
- 1980 – Röster från alla land

### Fotnoter
1. ↑  ”Vargavinter”. Progg.se. Arkiverad från originalet den 23 augusti 2010. https://web.archive.org/web/20100823130316/http://www.progg.se/band.asp?ID=558. Läst 10 januari 2013.
2. ↑  Petterson (2007), sid:185
3. ↑  ”Vargavinter”. Progg.se. Arkiverad från originalet den 18 augusti 2010. https://web.archive.org/web/20100818214550/http://www.progg.se/band.asp?ID=558&skiva=1255. Läst 10 januari 2013.
4. ↑  ”Vargavinter”. Svensk Mediedatabas. http://smdb.kb.se/catalog/search?q=Vargavinter+typ%3Afonogram&sort=OLDEST. Läst 10 januari 2013.